# Gabriele della Volta

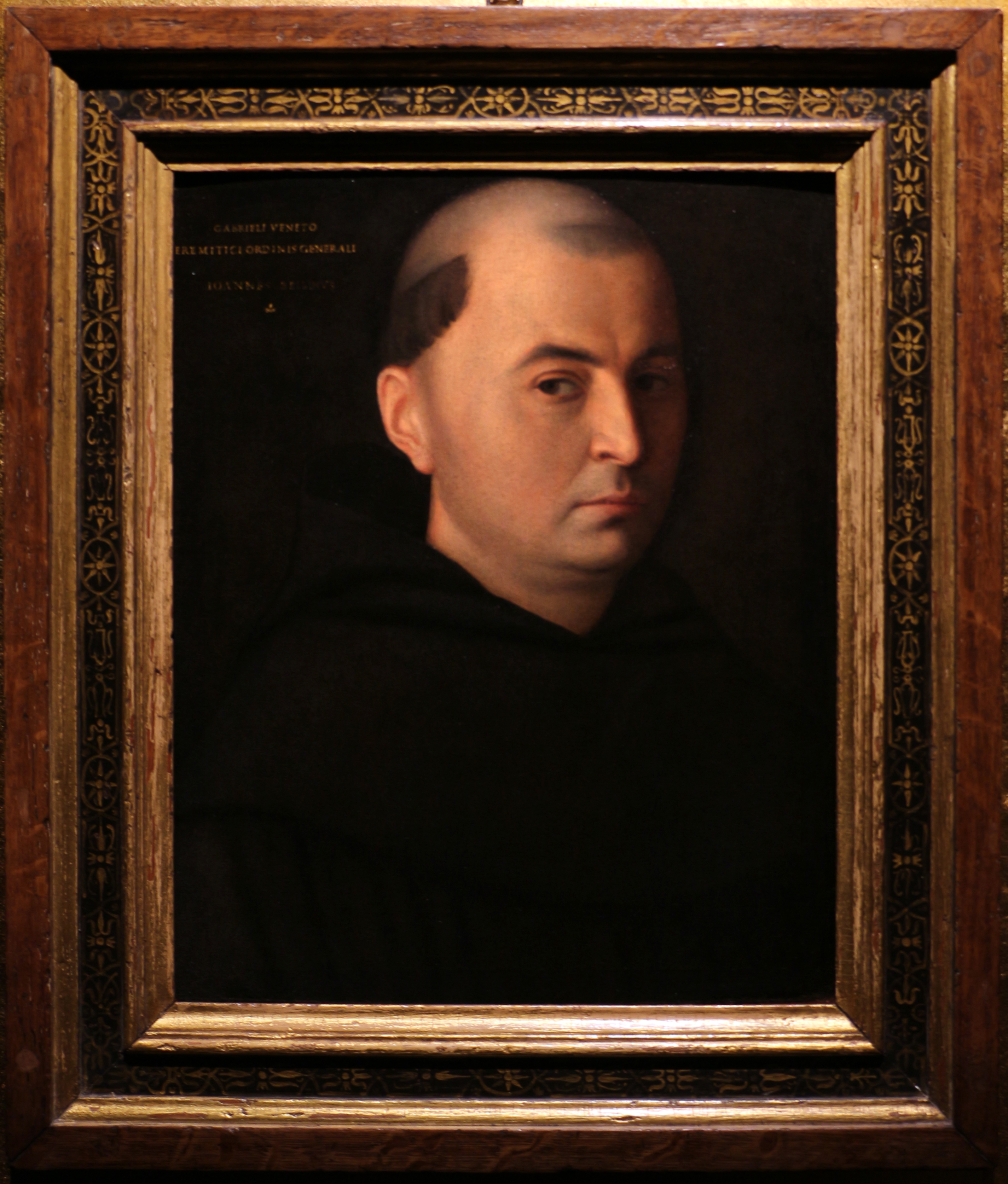
Giovanni Bellini: Gabriele della Volta

Gabriele della Volta (auch Gabriele Venetus; * 1468 vermutlich in Venedig; † 23. April 1537 in Rom) war Generalprior der Augustinereremiten. In seine Zeit als Generalprior fällt die Abspaltung der Anglikanischen Kirche von Rom, das Vordringen der Türken nach Europa und die Reformation in Deutschland. Gabriele della Volta war in das Verfahren der Kurie gegen Martin Luther in seiner Funktion als Generalprior involviert.

## Leben
Über die Jugend und die Ausbildung della Voltas gibt es bisher keine Quellen. Nach D. A. Perini erwarb er 1497 den akademischen Grad eines Magister theologus. Wann er in den Augustinerorden eingetreten ist, und in welchen Klöstern er sich in seinen Anfangsjahren aufgehalten hat, ist ebenfalls nicht bekannt. 1505 nahm er an einem Generalkapitel der Augustiner in Perugia teil. Ab 1506 hielt er sich im Umfeld des Theologen Egidio de Viterbo auf, der 1517 zum Kardinal ernannt wurde. 1518 wurde er von Leo X. als Rektor und Generalvikar des Ordens designiert und 1519 zum Generalprior des Ordens in Venedig gewählt.
Nach der Übernahme seines Amtes betrieb er weiter die internen Reformen des Ordens, die bereits von Egidio di Viterbo in die Wege geleitet worden waren, und er schickte Delegationen in Ordensniederlassungen in England, Frankreich, Portugal und Spanien, die das Einhalten der verschärften Regeln überprüfen sollten. Am 3. Februar 1518 erhielt er angeblich vom Papst den Auftrag, ein Mahnverfahren gegen Luther, der zu diesem Zeitpunkt formal noch Augustinermönch war, in die Wege zu leiten. Della Voltas Anstrengungen in Bezug auf Luther scheinen sich jedoch auf das Schreiben von entsprechenden Briefen an Adressaten in Deutschland beschränkt zu haben, so z. B. an den sächsischen Provinzial Gerhard Hecker oder an Luthers ehemaligen Beichtvater Johann von Staupitz.
Von 1526 bis 1532 hielt er sich vorwiegend in Venedig auf. Die Jahre von 1532 bis 1534 waren bestimmt durch Auseinandersetzungen mit seinem späteren Nachfolger im Amt, Girolamo Seripando.
Della Volta starb 1537 in Rom. Wo er bestattet wurde, ist nicht bekannt.